# Poul Hartmann
Poul Richard Hartmann (Nykøbing Falster, 1º maggio 1878 – Nykøbing Falster, 29 giugno 1969) è stato un canottiere danese.

## Palmarès

### Olimpiadi
- 1 medaglia:
  - 1 oro (Stoccolma 1912 nel quattro con inriggers)